# Bob van Hellenberg Hubar
Bernard Godefridus Richard Maria (Bob) van Hellenberg Hubar (Den Haag, 12 september 1950 – Amsterdam, 11 maart 2008) was een Nederlands advocaat en filmproducent. Hij werd soms aangeduid als Bob Hubar.
Bob van Hellenberg Hubar begon zijn loopbaan als advocaat. In die hoedanigheid behartigde hij de belangen van artiesten als Candy Dulfer en Paul de Leeuw. Zijn kennismaking met Paul de Leeuw zorgde voor een belangrijke omwenteling in zijn loopbaan. Hij produceerde De Leeuws film Filmpje! en ging zich daarna toeleggen op filmproductie. Titels die mede dankzij hem tot stand kwamen zijn onder andere Naar de klote en Wild romance (over Herman Brood). Samen met André de Raaff richtte hij het productiebedrijf CTM Entertainment op. Dit bedrijf hield zich ook bezig met muziek. Een van de artiesten die Hubar begeleidde was Jim.
Van Hellenberg Hubar overleed onverwachts nadat hij met een scheurtje in zijn aorta werd opgenomen in een Amsterdams ziekenhuis.